# Sîrba
Pour les articles homonymes, voir Sarba.

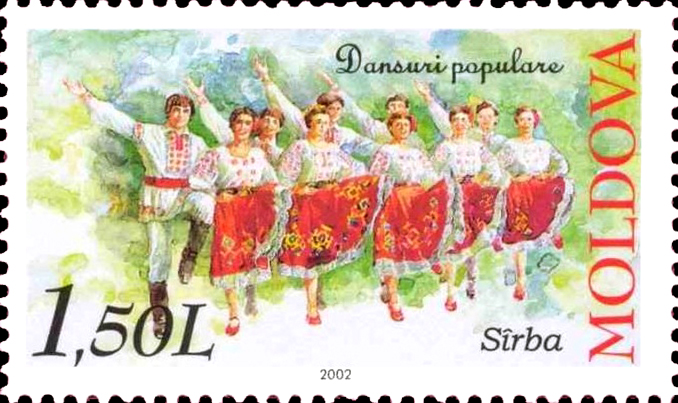
Sîrba (timbre de la Moldavie).

La Sîrba (ou sârba selon la nouvelle orthographe) est une danse traditionnelle roumaine. Elle fait partie du répertoire de danses très dynamique de Valachie qui s'est répandu sur tout le territoire roumain. Mais on en retrouve le plus à l'est et au sud des Carpates, soit en Moldavie, au Banat, en Munténie, Olténie et en Dobrogea.
Le mot est à rapprocher de sârbă signifiant « serbe ».

## Description de la danse
Elle se danse en cercle ou en demi-cercle, les bras tendus latéralement à l'horizontale, les mains posées sur les épaules des voisins directs. La prise à l'épaule doit être ferme car la vitesse d'exécution exige une bonne tension entre les danseurs afin d'installer la rigidité de la chaîne. La sîrba est dansée en cercle mixte mais se danse également par couple. Il en existe aussi pour les jeunes filles ainsi que pour les jeunes gens. En Munténie la sîrba est souvent enchaînée à la hora.

## Style
Le rythme est binaire et le tempo est vif, rapide voire parfois très rapide. Les mélodies recèlent souvent deux, voire plusieurs thèmes musicaux. Le développement chorégraphique du pas ne concorde généralement pas avec le phrasé de la mélodie. Le pas de base se développe sur 3 mesures 2/4.
Le cercle tourne rapidement dans un sens puis dans l'autre, ce mouvement classique se combine alors à des riches suites de pas exécutés sur place (battus, courus, polka rapide, etc.) tout en passant parfois sur des positions rapides d'agenouillement. Il faut enfin remarquer que la sîrba se distingue par un grand nombre de pas battus en relation avec la structure rythmique.